# Hampsonodes oryx
Hampsonodes oryx là một loài bướm đêm trong họ Noctuidae.